# Primitive (álbum)
Primitive es el segundo álbum de estudio de la banda de heavy metal Soulfly, liderada por Max Cavalera. Fue lanzado el 26 de septiembre de 2000 por el sello discográfico Roadrunner Records. Cuenta con la inclusión del guitarrista Mikey Doling reemplazando a Logan Mader y al baterista Joe Nunez en lugar de Roy Mayorga.
Se extrajo como único sencillo de este álbum, la canción «Back to the Primitive», y también se lanzó su video musical dirigido por Thomas Mignone.
Como en su anterior trabajo, contó con la colaboración de diversos músicos, como el caso de Corey Taylor de Slipknot en «Jumpdafuckup», Chino Moreno (Deftones), y Grady Avenell de Will Haven en «Pain», Tom Araya (Slayer) en «Terrorist» y Sean Lennon (el hijo de John Lennon), en «Son Song».

## Lista de canciones
| N.º | Título                                                              | Escritor(es)                                      | Duración |  |
| 1.  | «Back to the Primitive»                                             | Max Cavalera                                      | 4:21     |  |
| 2.  | «Pain» (con Grady Avenell de Will Haven & Chino Moreno de Deftones) | Avenell, Cavalera, Moreno                         | 3:39     |  |
| 3.  | «Bring It»                                                          | Cavalera                                          | 3:21     |  |
| 4.  | «Jumpdafuckup» (con Corey Taylor de Slipknot y Stone Sour)          | Cavalera, Taylor                                  | 5:11     |  |
| 5.  | «Mulambo»                                                           | Cavalera                                          | 4:19     |  |
| 6.  | «Son Song» (con Sean Lennon)                                        | Cavalera, Lennon                                  | 4:17     |  |
| 7.  | «Boom»                                                              | Cavalera                                          | 4:56     |  |
| 8.  | «Terrorist» (con Tom Araya de Slayer)                               | Cavalera, Araya                                   | 3:46     |  |
| 9.  | «The Prophet»                                                       | Cavalera                                          | 2:57     |  |
| 10. | «Soulfly II»                                                        | Cavalera, Deonte Perry                            | 6:04     |  |
| 11. | «In Memory Of...» (con B. Rabouin, D. Perry & J. Olbert)            | Cavalera, Justus Olbert, Perry, Babatunde Rabouin | 4:36     |  |
| 12. | «Flyhigh» (con Asha Rabouin)                                        | Cavalera, Olbert                                  | 4:48     |  |

| iTunes Bonus Track Version |                                           |          |  |
| N.º                        | Título                                    | Duración |  |
| 13.                        | «Terrorist» (Total Destruction Mix)       | 4:39     |  |
| 14.                        | «Back to the Primitive» (Dub Shit Up Mix) | 4:33     |  |
| 15.                        | «Bring It» (Armageddon Mix)               | 3:26     |  |
| 16.                        | «Soulfire»                                | 5:14     |  |

| Edición limitada con Digipak y edición japonesa con bonus tracks |                                  |          |  |
| N.º                                                              | Título                           | Duración |  |
| 13.                                                              | «Eye For An Eye» (Live)          | 3:50     |  |
| 14.                                                              | «Tribe» (Live)                   | 6:24     |  |
| 15.                                                              | «Soulfire»                       | 5:14     |  |
| 16.                                                              | «Soulfly» (Universal Spirit Mix) | 6:08     |  |

## Créditos
- Max Cavalera – Voces, Guitarra, Berimbau, Bajo, Productor
- Mike Doling – Guitarra
- Marcello D. Rapp – Bajo, Percusión
- Joe Nunez – Batería, Percusión
- Meia Noite – Percusión
- Larry McDonald – Percusión
- Corey Taylor – Voces (en "Jumpdafuckup")
- Chino Moreno – Voces (en "Pain")
- Grady Avenell – Voces (en "Pain")
- Tom Araya – Voces y bajo (en "Terrorist")
- Cutthroat Logic – Rapeo (en "In Memory Of")
- Sean Lennon – Productor, Voces
- Toby Wright – Productor
- Neville Garrick – Arte de tapa, fotografía, diseño de Package
- Andy Wallace – Mezclas
- Steve Sisco – Ingeniero en mezclas
- Leo Zulueta – Logo
- George Marino – Masterizador
- Glen LaFerman – Fotografía
- Toby Wright – Aparece en los tracks 2, 3, 4, 6, 7, 9, 10, 11, y 12